# القارة (ملحان)

تعديل مصدري - تعديل

القارة هي إحدى قرى عزلة الروضة بمديرية ملحان التابعة لمحافظة المحويت، بلغ تعداد سكانها 378 نسمة حسب تعداد اليمن لعام 2004.